# Jean-Baptiste Bullet de Chamblain
Jean-Baptiste Bullet de Chamblain (1665 – 1726) è stato un architetto francese.

## Biografia
Figlio dell'architetto Pierre Bullet (1636-1726) e allievo di Jules Hardouin Mansart, iniziò a lavorare a diversi progetti insieme al padre, tra cui l'Hôtel d'Évreux e l'Hôtel Crozat in Place Vendôme a Parigi. Eletto all'Accademia Reale di Architettura nel 1699, divenne indipendente.
Nel 1706 ultima il Castello di Champs-sur-Marne, progettato da suo padre nel 1699, che rimane la sua opera più riuscita e meglio conservata ad oggi.
Nel 1708 costruì l'Hôtel de Bourvallais in Place Vendôme, l'Hôtel de Villemaré nella stessa piazza tra il 1708 e il 1716 e l'Hôtel Dodun al 21 di Rue de Richelieu. Molti degli edifici di questo periodo sono stati distrutti o ampiamente modificati.
Disegnò anche progetti incompiuti per edifici religiosi a Parigi, come le facciate delle chiese di San Rocco e San Sulpizio.